# USS Jimmy Carter (SSN-23)
USS Jimmy Carter (SSN-23) trzeci i ostatni z serii amerykańskich okrętów podwodnych z napędem atomowym typu Seawolf. W odróżnieniu od dwóch pierwszych jednostek, skutkiem zakończenia zimnej wojny, okręt ten został zmodyfikowany w sposób dostosowujący go do zadań ery postzimnowojennej.

## Historia

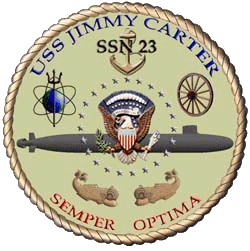
Logo USS Jimmy Carter

Proces konstrukcji trzeciego i ostatniego okrętu USS "Jimmy Carter" zapoczątkowano w 1995 roku, sama zaś budowę rozpoczęto 3 lata później, jako okrętu zdolnego do prowadzenia badań podwodnych i niesienia pomocy, w czym miał zastąpić USS Parche (SSN-683). Jego duży magazyn broni, częściowo zamieniono na pomieszczenie dla oddziałów SEAL. Do służby wszedł dopiero w 2005 r. Przejęcie przez USS "Jimmy Carter" zadań USS "Parche" wzbudziło pewną ilość kontrowersji, które do dziś nie zostały przez US Navy wyjaśnione. Okręt bowiem posiada wprawdzie całe uzbrojenie i sensory typu SSN21, jednakże biorąc pod uwagę zadania jakie wykonywał USS "Parche", zastąpienie go w nich przez SSN-23 oznacza zaangażowanie najlepszego okrętu bojowego US Navy w działalność badawczą i poszukiwawczo-ratunkową. USS "Jimmy Carter" (SSN-23) jest pierwszym myśliwskim okrętem podwodnym, który otrzymał imię byłego prezydenta. Inni nieurzędujący prezydenci byli do tej pory honorowaniu przez nadanie ich nazwisk lotniskowcom (8 jednostek) oraz balistycznym okrętom podwodnym (12 okrętów). Prezydent Franklin D. Roosevelt został uhonorowany nadaniem jego imienia lotniskowcowi "Franklin D. Roosevelt" (CVB-42), a następnie przez swoją żonę, na której cześć jego nazwisko nadano niszczycielowi "Roosevelt" (DDG-80)
Przeprowadzona w stoczni Electric Boat kosztem 887 mln dolarów modyfikacja "Cartera", doprowadziła do zaimplementowania w nim zaawansowanej technologii służącej wykonywaniu misji specjalnych, obserwacji taktycznej oraz operacji minowych. Według zapewnień amerykańskiego Departamentu Obrony, modyfikacja ta nie uszczupliła zdolności bojowej okrętu względem pozostałych jednostek tego typu. Skutkowała jednak wydłużeniem okrętu o 30 metrów oraz zwiększeniem pełnej wyporności o 2997 ton.